# 第170回天皇賞
- 天皇賞（秋） > 第170回天皇賞
- 第168回天皇賞 > 第170回天皇賞

第170回天皇賞は、2024年10月27日に東京競馬場で行われた競馬の競走である。ドウデュースが本競走を制覇し、4年連続でGI競走を制覇した。
優勝騎手の武豊は本競走史上最多タイとなる7回目の制覇となり、また55歳7ヶ月12日で本競走歴代最年長での勝利となった。

## 出走馬の状況
出走馬15頭中6頭がGI馬、12頭が重賞馬という豪華なメンバーとなった。
前年の有馬記念制覇など、3年連続でGIを制しているドウデュースは、4年連続のGI制覇に向け、本競走に参戦する。
リバティアイランドは前年の三冠牝馬であり、本年のドバイシーマクラシック3着後に右前種子骨靭帯炎が発覚し、約7ヶ月の休養明けに本競走で復帰となる。
他の古馬GI馬からは、前年の皐月賞を制し、前走の宝塚記念で2着に好走したソールオリエンス、前年の東京優駿を制したタスティエーラ、前年の天皇賞（春）を勝ったジャスティンパレス、本年の大阪杯を制したベラジオオペラが参戦した。
その他重賞馬からは、前哨戦のオールカマーを制したレーベンスティールや、本年の札幌記念を勝ったノースブリッジ、本年の函館記念を制し、前走の毎日王冠で2着に粘ったホウオウビスケッツ等が参戦を表明した。
本競走の優先出走権が得られる毎日王冠を制したシックスペンスと京都大賞典を制したシュヴァリエローズは回避。また、本競走に参戦する予定だったジャスティンミラノは、調整中に右前浅屈腱炎を発症したため回避した。さらに、特別登録が行われていたサトノエルドールは福島記念に向かうため、リフレーミングは調教中に脚部不安を発症したためそれぞれ回避した。

## 出走馬・枠順
2024年10月27日　第4回東京開催8日目　第11競走
コース芝 2,000m（Bコース）
天気曇、馬場状態: 良、発走: 15時40分
※全頭とも性齢は「4歳以上」、斤量は4歳以上58kg、牝馬2kg減
| 枠番 | 馬番 | 競走馬名           | 性齢 | 騎手                       | 調教師     | 馬主                     | 単勝人気 | 単勝人気 | 馬体重 [kg] |
| 枠番 | 馬番 | 競走馬名           | 性齢 | 騎手                       | 調教師     | 馬主                     | 人気     | オッズ   | 馬体重 [kg] |
| ---- | ---- | ------------------ | ---- | -------------------------- | ---------- | ------------------------ | -------- | -------- | ----------- |
| 1    | 1    | ベラジオオペラ     | 牡4  | 横山和生                   | 上村洋行   | 林田祥来                 | 4        | 13.3     | 514         |
| 2    | 2    | マテンロウスカイ   | 騸5  | 横山典弘                   | 松永幹夫   | 寺田千代乃               | 12       | 121.4    | 476         |
| 2    | 3    | ステラヴェローチェ | 牡6  | 佐々木大輔                 | 須貝尚介   | 大野照旺                 | 13       | 150.3    | 504         |
| 3    | 4    | タスティエーラ     | 牡4  | 松山弘平                   | 堀宣行     | （有）キャロットファーム | 9        | 53.8     | 506         |
| 3    | 5    | ノースブリッジ     | 牡6  | 岩田康誠                   | 奥村武     | 井山登                   | 10       | 68.7     | 500         |
| 4    | 6    | ソールオリエンス   | 牡4  | 横山武史                   | 手塚貴久   | （有）社台レースホース   | 7        | 15.4     | 468         |
| 4    | 7    | ドウデュース       | 牡5  | 武豊                       | 友道康夫   | （株）キーファーズ       | 2        | 3.8      | 504         |
| 5    | 8    | キングズパレス     | 牡5  | アンドレアシュ・シュタルケ | 戸田博文   | （有）社台レースホース   | 11       | 97.0     | 500         |
| 5    | 9    | ホウオウビスケッツ | 牡4  | 岩田望来                   | 奥村武     | 小笹芳央                 | 8        | 48.1     | 502         |
| 6    | 10   | ダノンベルーガ     | 牡5  | クリスチャン・デムーロ     | 堀宣行     | （株）ダノックス         | 5        | 14.3     | 498         |
| 6    | 11   | ジャスティンパレス | 牡5  | 坂井瑠星                   | 杉山晴紀   | 三木正浩                 | 6        | 15.0     | 470         |
| 7    | 12   | リバティアイランド | 牝4  | 川田将雅                   | 中内田充正 | （有）サンデーレーシング | 1        | 2.3      | 492         |
| 7    | 13   | シルトホルン       | 牡4  | 大野拓弥                   | 新開幸一   | ディアレストクラブ（株） | 14       | 412.0    | 468         |
| 8    | 14   | レーベンスティール | 牡4  | クリストフ・ルメール       | 田中博康   | （有）キャロットファーム | 3        | 4.7      | 480         |
| 8    | 15   | ニシノレヴナント   | 騸4  | 田辺裕信                   | 上原博之   | 西山茂行                 | 15       | 415.8    | 490         |

- 佐々木大輔・岩田望来は天皇賞（秋）初騎乗。佐々木は天皇賞自体の騎乗も初。
- ドイツから短期免許で参戦中のアンドレアシュ・シュタルケは7年ぶりの天皇賞騎乗。また、フランスから短期免許で参戦中のクリスチャン・デムーロは2年ぶりの天皇賞騎乗となる。
- 新開幸一厩舎は初のGI出走。

## 結果

### 順位表
| 着順 | 枠番 | 馬番 | 馬名               | タイム | 上3F | 着差 （馬身） |
| ---- | ---- | ---- | ------------------ | ------ | ---- | ------------- |
| 1    | 4    | 7    | ドウデュース       | 1:57.3 | 32.5 | ―             |
| 2    | 3    | 4    | タスティエーラ     | 1:57.5 | 33.4 | 1 1/4         |
| 3    | 5    | 9    | ホウオウビスケッツ | 1:57.6 | 34.0 | 1/2           |
| 4    | 6    | 11   | ジャスティンパレス | 1:57.6 | 33.0 | クビ          |
| 5    | 2    | 2    | マテンロウスカイ   | 1:57.6 | 33.4 | クビ          |
| 6    | 1    | 1    | べラジオオペラ     | 1:57.7 | 33.7 | 1/2           |
| 7    | 4    | 6    | ソールオリエンス   | 1:57.7 | 33.3 | ハナ          |
| 8    | 8    | 14   | レーベンスティール | 1:57.8 | 33.2 | 1/2           |
| 9    | 2    | 3    | ステラヴェローチェ | 1:58.0 | 33.5 | 1 1/4         |
| 10   | 8    | 15   | ニシノレヴナント   | 1:58.0 | 33.0 | アタマ        |
| 11   | 3    | 5    | ノースブリッジ     | 1:58.0 | 33.3 | クビ          |
| 12   | 5    | 8    | キングズパレス     | 1:58.0 | 33.6 | ハナ          |
| 13   | 7    | 12   | リバティアイランド | 1:58.1 | 34.1 | 1/2           |
| 14   | 6    | 10   | ダノンベルーガ     | 1:58.3 | 34.1 | 1 1/4         |
| 15   | 7    | 13   | シルトホルン       | 1:58.4 | 34.6 | 1/2           |

### 制裁
- シルトホルンに騎乗した大野拓弥は、2コーナーで内側に斜行したことについて過怠金3万円が科せられた。（被害馬：ダノンベルーガ）
- ジャスティンパレスに騎乗した坂井瑠星は、最後の直線コースで内側に斜行したことについて過怠金5万円が科せられた。（被害馬：ステラヴェローチェ、ノースブリッジ）

### 払戻金
|        | 馬番／枠番 | 人気 | 金額（円） |
| ------ | ---------- | ---- | ---------- |
| 単勝   | 7          | 2    | 380        |
| 複勝   | 7          | 2    | 200        |
| 複勝   | 4          | 9    | 1,020      |
| 複勝   | 9          | 8    | 1,000      |
| 枠連   | 3 - 4      | 11   | 3,240      |
| 馬連   | 4 - 7      | 26   | 9,660      |
| 馬単   | 7 → 4      | 36   | 13,560     |
| ワイド | 4 - 7      | 27   | 3,000      |
| ワイド | 7 - 9      | 25   | 2,980      |
| ワイド | 4 - 9      | 66   | 18,280     |
| 3連複  | 4 - 7 - 9  | 154  | 102,180    |
| 3連単  | 7 → 4 → 9  | 612  | 397,100    |

### データ
| 1000ｍ通過タイム    | 59.9秒（ホウオウビスケッツ） |
| 上がり4ハロン       | 45.5秒                       |
| 上がり3ハロン       | 33.7秒                       |
| 優勝馬上がり3ハロン | 32.5秒                       |
| 最速上がり3ハロン   | 32.5秒（ドウデュース）       |

### 当日のWIN5（5重勝単勝式）
- 発売票数：7,875,462票
- 発売総額：787,546,200円
- 的中票数：72票
- 払戻金：7,656,690円

| 対象順          | 1                             | 2                            | 3                           | 4                       | 5                       |
| --------------- | ----------------------------- | ---------------------------- | --------------------------- | ----------------------- | ----------------------- |
| 競走順          | 京都第10競走                  | 東京第10競走                 | 新潟第11競走                | 京都第11競走            | 東京第11競走            |
| 競走名          | 古都S                         | エイシンフラッシュC          | ルミエールAD                | カシオペアS             | 第170回天皇賞（秋）     |
| 条件            | 芝3000m 3歳以上3勝クラス      | ダート1300m 3歳以上3勝クラス | 芝1000m 3歳以上オープン     | 芝1800m 3歳以上オープン | 芝2000m 3歳以上オープン |
| 単勝人気        | 3番人気                       | 7番人気                      | 3番人気                     | 2番人気                 | 2番人気                 |
| 勝利馬 （鞍上） | コパノサントス （M.デムーロ） | エピックジョイ （松山弘平）  | マイヨアポア （石川裕紀人） | アルジーヌ （西村淳也） | ドウデュース （武豊）   |
| 馬番            | 7                             | 11                           | 16                          | 8                       | 7                       |
| 残票数          | 598,847票                     | 19,122票                     | 2,459票                     | 402票                   | 72票                    |

## エピソード

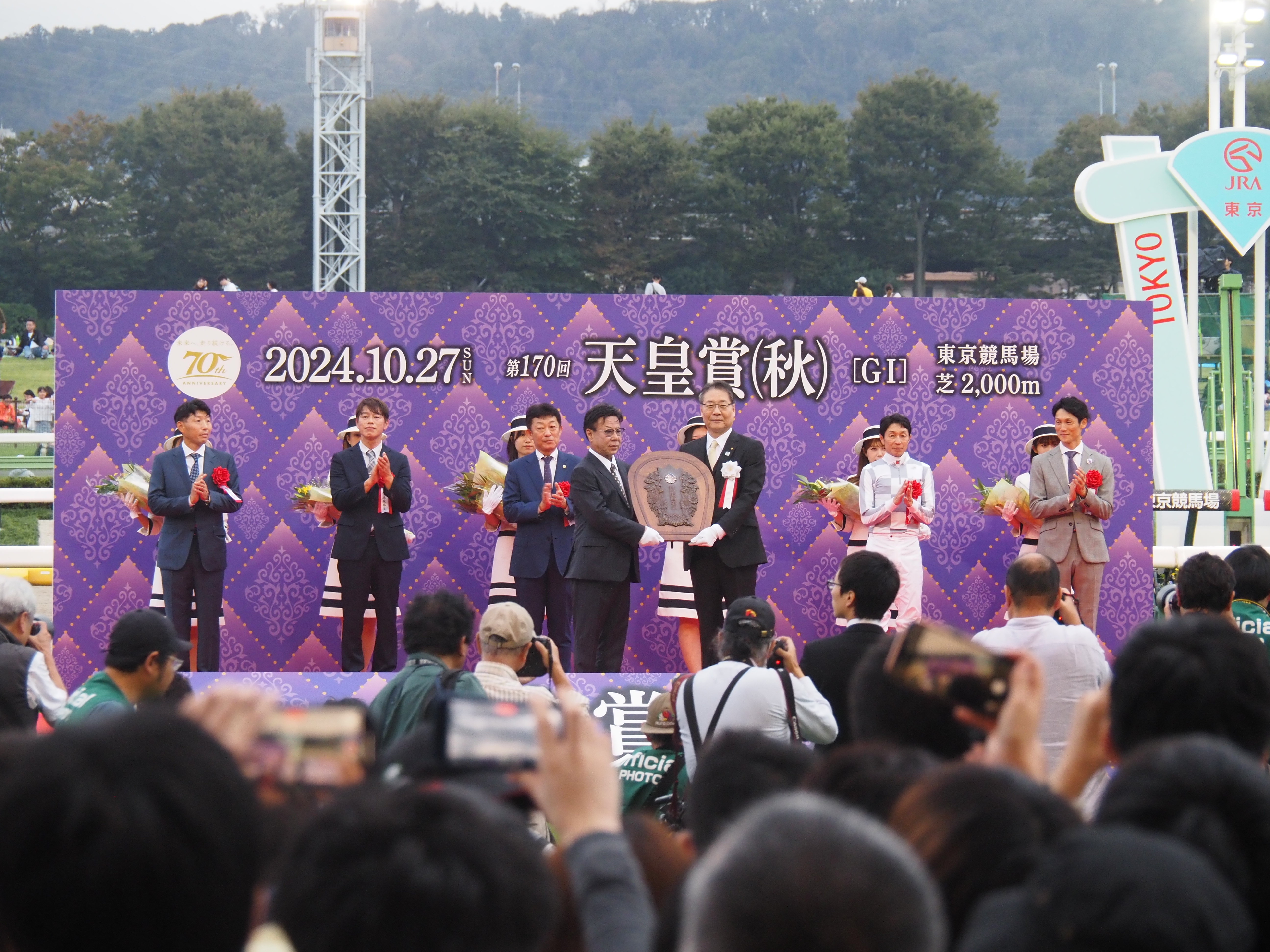
表彰式の様子

- 国歌演奏及び発走ファンファーレは航空自衛隊の航空中央音楽隊が務め、昼休憩の時間帯の生演奏も担当した[17]。
- 前述にもある通り、武豊は第156回のキタサンブラック以来、7年ぶり7度目の天皇賞（秋）制覇を果たし[注 1]、本競走史上最多タイ勝利騎手となった[注 2]。また、本競走最年長での勝利となった[注 3]。
- 友道康夫調教師は初の天皇賞（秋）制覇となった。
- 前述にもある通り、ドウデュースは史上8頭目となる4年連続でのGI競走制覇を達成した[注 4]。またこれで、グレード制導入後初となる2歳の朝日杯フューチュリティステークス、3歳のクラシック競走・東京優駿、4歳の古馬王道路線・有馬記念、5歳の天皇賞（秋）と1年ずつ制した馬となった[注 5]。
  - グレード制導入以前を含めても、朝日杯もしくは阪神3歳ステークス優勝馬でクラシック・グランプリ・天皇賞全て1勝以上したのはメイヂヒカリ以来68年ぶり2頭目となる[注 6]。
  - グレード制導入以前を含めても、ダービー馬が天皇賞・グランプリ両方を制した例は5頭目となる[注 7]
- ドウデュースが本競走で記録した上り3F32秒5の脚は、そのGI競走で記録した際の勝ち馬・本競走として史上最速の記録となった[18][注 8][注 9]。
- ドウデュースの生産牧場であるノーザンファームは本競走7連覇となった。またダービー馬としては第158回のレイデオロ以来の勝利となった[19]。
- 本競走のパドック中に「ベストターンドアウト賞」の審査が行われ、ドウデュースを担当している前川和也厩務員が受賞した[20]。
- ドウデュースの鞍上・武豊のヘルメットには「ジョッキーカメラ」がセットされたが、序盤に泥を被ってしまい、何も見えない状態となった。JRAの公式YouTubeチャンネルでは、リバティアイランドとレーベンスティールの「ジョッキーカメラ」が投稿された後、ドウデュースのカメラ映像は、「TVでの中継映像をワイプで追加する」「レース後も中継映像にカメラの音声を合わせる」「地下馬道での武豊と陣営の会話音声を追加する」など様々な編集が行われる異例の形で投稿され、反響を呼んだ[21][22]。

## テレビ・ラジオ中継
本レースのテレビ・ラジオ放送実況担当者並びに放送体制。民放各社社員の役職、その他出演者の肩書はレース当時のもの。
実況担当者
- 日本放送協会（NHK）：大坂敏久（NHKグローバルメディアサービス出向、2年連続2回目）[23]
  - 解説：鈴木康弘（日本調教師会 名誉会長）
  - 番組司会：稲垣秀人（協会本部 メディア総局ラジオセンター）
  - パドック実況：黒住駿（名古屋放送局）
- ラジオNIKKEI（含・グリーンチャンネル・BS11[注 10]）：米田元気（東京本社、2年連続2回目）[24]
- フジテレビ：立本信吾（3年連続4回目）
  - 解説：板津雄志（サンケイスポーツ）
  - パドック実況兼勝利騎手インタビュー：酒主義久
  - 番組司会：DAIGO、佐野瑞樹（編成局アナウンス室シニア局次長待遇）、竹俣紅
  - パドック解説：細江純子（競馬評論家、元JRA騎手）
  - スタジオ解説：井崎脩五郎（競馬評論家）
  - ゲスト：田中道子（モデル、女優）

他局・系列局利用社局
- BSフジ（BSスーパーKEIBA）
  - 番組司会：青嶋達也（編成局アナウンス室スポーツ統括担当部長）、小山内鈴奈
  - 解説：阿部一広（競馬エイト）
  - ゲスト：山本昌（元プロ野球選手）
- 関西テレビ（カンテレ）（KEIBA BEAT）
  - 番組司会：菅井友香、恋さん（シャンプーハット）、岡安譲（編成局アナウンス部次部長）
  - 解説：坂本和也（競馬エイト）
  - ゲスト：南井克巳（元JRA調教師、第98回（1988年・タマモクロス）優勝騎手）
- 新潟総合テレビ(NSTみんなのKEIBA)
  - 番組司会：吉田伸男、長谷川珠子
  - ゲスト：高橋凛